# 군수미
군수미(軍須靡, ? ~ ?)는 오손의 2대 군주다. 관직명인 잠취(岑郰)라고도 한다.

## 생애
선대 군주인 곤막 엽교미의 손자이자 원래 곤막의 태자의 아들로, 태자가 엽교미보다 일찍 죽으면서 태자로 삼도록 권해 태자가 됐다. 그러나 곤막의 중간 아들 대록강(大祿彊)이 이에 반발해 형제들과 함께 반란을 모의하고 잠취를 죽이려 해, 할아버지에게서 1만 기를 받아서 따로 세력을 차렸다.
곤막이 죽으려 할 때 유목민족의 관습인 수계혼에 따라 곤막에게 시집간 강도공주 유세군을 아내로 맞이하려 했다. 유세군이 이를 받아들이지 않고 친정인 전한에 사자를 보냈으나, 전한 무제가 유세군에게 오손의 풍습을 받아들이도록 해 유세군과 혼인했다. 곤막이 죽자 그 뒤를 이었다. 강도공주와의 사이에서 딸 소부(少夫)를 두었다. 강도공주가 죽자 전한에서 새로 보낸 유해우와 혼인했다. 또 흉노 공녀와의 사이에서 이미를 낳았다.
죽을 무렵, 이미가 어려 대록강의 아들 옹귀미에게 자신의 뒤를 잇게 하고, 그 뒤를 이미에게 잇게 하도록 약속하고 죽었다.

## 출전
- 반고: 《한서》 권96하 서역전제66하, 동북아역사재단 편집 《한서외국전역주》에서 인용